# Friedemann Stengel

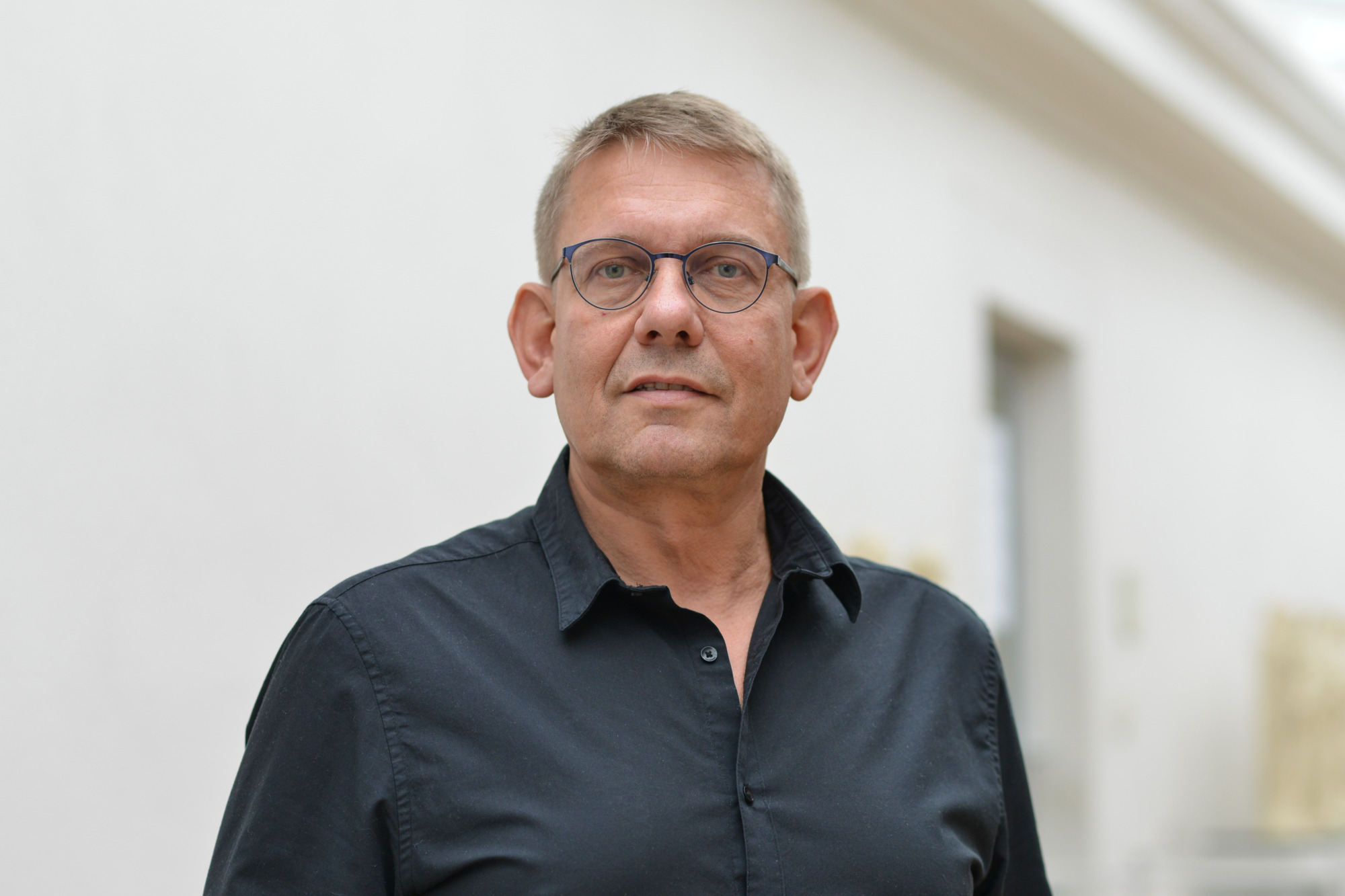
Friedemann Stengel

Friedemann Stengel (* 1966 in Eisenach) ist ein evangelischer Theologe.

## Leben
Friedemann Stengel wuchs in Eisenach auf, sein Vater war Theologe. Er besuchte die Altsprachenklasse der Ernst-Abbe-Oberschule Eisenach und erlangte 1985 das Abitur. Von 1986 bis 1992 studierte er evangelische Theologie in Halle (Saale), Neuendettelsau und Bonn. Nach der Promotion 1997 zum Dr. theol. in Halle war er von 1998 bis 2003 wissenschaftlicher Mitarbeiter am Historischen Institut bzw. am Lehrstuhl für Kirchengeschichte an den Theologischen Fakultäten Halle und Jena. Von 2002 bis 2004 absolvierte er ein Vikariat in Halle-Neustadt, das er mit dem zweiten Examen und der Ordination abschloss. Von 2004 bis 2010 war er wissenschaftlicher Mitarbeiter in der DFG-Forschergruppe 529 Die Aufklärung im Bezugsfeld neuzeitlicher Esoterik am Interdisziplinären Zentrum für die Erforschung der Europäischen Aufklärung (IZEA) in Halle. Nach der Habilitation 2009 durch die Theologische Fakultät Heidelberg vertrat er von 2010 bis 2018 hauptamtlich die Professur für Neuere Kirchengeschichte in Halle, da Stellen-Inhaber Udo Sträter in dieser Zeit Rektor der Universität Halle war. Seit 2018 hat er diese Professur dauerhaft inne und ist Geschäftsführender Direktor des Interdisziplinären Zentrums für Pietismusforschung.
Seit 2016 ist Stengel Scientist in Charge im Horizont-2020-Projekt The History of Human Freedom and Dignity in Western Civilization (Marie Skłodowska Curie Innovative Training Network bei der Europäischen Kommission). Von 2020 bis 2022 war er Dekan der Theologischen Fakultät Halle.

## Publikationen (Auswahl)
- Die theologischen Fakultäten in der DDR als Problem der Kirchen- und Hochschulpolitik des SED-Staates bis zu ihrer Umwandlung in Sektionen 1970/71. Leipzig 1998, ISBN 3-374-01708-8.
- als Herausgeber: Kant und Swedenborg. Zugänge zu einem umstrittenen Verhältnis. Tübingen 2008, ISBN 978-3-484-81038-9.
- Aufklärung bis zum Himmel. Emanuel Swedenborg im Kontext der Theologie und Philosophie des 18. Jahrhunderts. Tübingen 2011, ISBN 3-16-150965-X.
- als Herausgeber: Ausgeschlossen. Zum Gedenken an die 1933–1945 entlassenen Hochschullehrer der Martin-Luther-Universität Halle-Wittenberg. Halle an der Saale 2013, ISBN 978-3-86977-080-2.
- als Herausgeber mit Jörg Ulrich: Kirche und Krieg. Ambivalenzen in der Theologie. Leipzig 2015, ISBN 978-3-374-04047-6.
- Sola scriptura im Kontext. Behauptung und Bestreitung des reformatorischen Schriftprinzips. Leipzig 2016, ISBN 3-374-04536-7.